# Casa Stenbock
La Casa Stenbock —en estonià: Stenbocki maja— és un destacat edifici neoclàssic situat al turó de Toompea, a la part més antiga de Tallinn, la capital d'Estònia. És la seu oficial del govern nacional, i tant «Govern d'Estònia» com «Casa Stenbock» s'utilitzen com a metonímies.

## Història
La història de l'edifici es remunta a la dècada de 1780, quan les autoritats locals de Tallinn —llavors coneguda com a Reval—, que formava part de l'antic Imperi Rus, van impulsar un projecte per construir nous edificis administratius. Originalment, l'edifici va ser concebut com un palau de justícia.
El comte Jakob Pontus Stenbock, un influent aristòcrata local i propietari d'una gran finca a Hiiumaa, va guanyar la licitació per erigir el nou edifici al turó de Toompea, al centre de Tallinn. L'arquitecte encarregat va ser Johann Caspar Mohr, arquitecte provincial responsable del manteniment dels edificis públics a Estònia i reconegut dissenyador de cases senyorials locals.
La construcció va començar el 1787, però gairebé immediatament el govern imperial rus es va quedar sense fons a causa de les despeses derivades de la guerra russo-turca (1787–1792). Com a conseqüència, la província va contreure un deute amb Stenbock, i l'edifici inacabat va passar a ser de la seva propietat. El va utilitzar com a residència a Tallinn, i fins avui l'edifici conserva el seu nom en la seva memòria. El 1828, després de la mort de Stenbock, la propietat va anar passant per diverses mans fins que el 1899 va ser adquirida per l'administració provincial i va començar a utilitzar-se com a Palau de Justícia.
Tant durant el primer període d'independència d'Estònia (1918–1940) com durant l'ocupació soviètica (1944–1991), l'edifici va continuar funcionant com a tribunal. A les dècades de 1970 i 1980, el seu manteniment va ser descuidat, cosa que va provocar l'enfonsament dels sostres de dues sales i de l'arxiu judicial. El 1991, quan Estònia va recuperar la seva independència, l'edifici estava en risc d'esfondrament. Va ser completament renovat entre 1996 i 2000, i en reobrir-se aquell any, es va convertir en la seu oficial del govern nacional estonià.

## Arquitectura
L'estil arquitectònic de l'edifici correspon a una forma força senzilla del neoclassicisme. La façana principal està decorada amb sis pilastres i dues semi-pilastres fetes de dolomita provinent de Saaremaa, a més d'un frontó amb motllures dentades. Aquesta façana dona a un pati semicircular envoltat de dependències auxiliars menys ornamentades.
La part de l'edifici que dona al carrer es caracteritza per la presència d'aquestes construccions més discretes. En aquest mur es troba una placa commemorativa amb els noms de membres del parlament i del govern estonià que van ser assassinats pel règim soviètic estalinista.
La vista més coneguda de l'edifici és, però, la seva part posterior, que en estar situada a la vora del turó de Toompea, ofereix una vista clara cap al mar. En aquest costat destaca un gran balcó sostingut per columnes dòriques. En conjunt, l'exterior de l'edifici conserva en gran manera el seu aspecte original. L'interior, en canvi, va patir greus danys durant l'ocupació soviètica i ha estat reconstruït en gran part.